# باشگاه فوتبال شاهین آسمایی
شاهین آسمایی یک باشگاه فوتبال، تیم فوتبال در افغانستان است که در لیگ برتر فوتبال افغانستان به رقابت می‌پردازد. این تیم در اوت ۲۰۱۲ با تشکیلات لیگ برتر افغانستان تأسیس شد و بازیکنانش را از طریق تشکیلات موسوم به میدان سبز گزینش شدند. تیم شاهین اسمایی، نماینده شهر کابل در لیگ برتر است.
تیم شاهین آسمایی در فصل اول ۱۳۹۱ رقابت‌های لیگ برتر نتوانست از گروه خود صعود کند با دو شکست و یک بُرد از رقابت‌ها کنار رفت؛ و در فصل دوم ۱۳۹۲ شاهین آسمایی با انتخاب بازیکنان با استعداد و خوب از کابل با سرمربی گری علی جواد عطایی و حبیب بخشی توانست جام لیگ برتر را بعد شکست دادن سیمرغ البرز با نتیجه ۳–۱ در وقت‌های اضافه برای اولین بار به نام خود ثبت کند

## افتخارات
- قهرمان ۵ دوره لیگ برتر افغانستان

## بازیکنان
احمد نوری ۱
سید جمال هاشمی ۱۱
محمد نجات گل محمدی ۷
مصطفی نوری ۹
مهدی احمدی ۱۰
روح‌الله سلطانی ۵
لایق کریمی ۶
علی عاقبتی ۲
عباس سلطانی ۲۰
محمد نوری ۸۸
رضا نبی زاده ۸
سعید حسینی ۳۰
رضا سلطانی ۷۷